# Diane Towler
Diane Towler (Londra, 16 dicembre 1946) è un'ex danzatrice su ghiaccio britannica. Insieme a Bernard Ford ha vinto quattro ori al Campionato del mondo e quattro ori al Campionato europeo fra il 1966 e il 1969.

## Palmarès
(con Ford)
| Evento                | 1963–64 | 1964–65 | 1965–66 | 1966–67 | 1967–68 | 1968–69 |
| --------------------- | ------- | ------- | ------- | ------- | ------- | ------- |
| Campionati mondiali   | 13°     | 4°      | 1°      | 1°      | 1°      | 1°      |
| Campionati europei    |         | 4°      | 1°      | 1°      | 1°      | 1°      |
| Campionati britannici |         | 3°      | 1°      | 1°      | 1°      | 1°      |